# Cartaxo-nortenho
O cartaxo-nortenho (Saxicola rubetra) é uma ave da ordem passeriformes. É bastante parecido com o cartaxo-comum, do qual se distingue em todas as plumagens pela lista supraciliar ("sobrancelha") branca e pelas rectrizes exteriores parcialmente brancas.

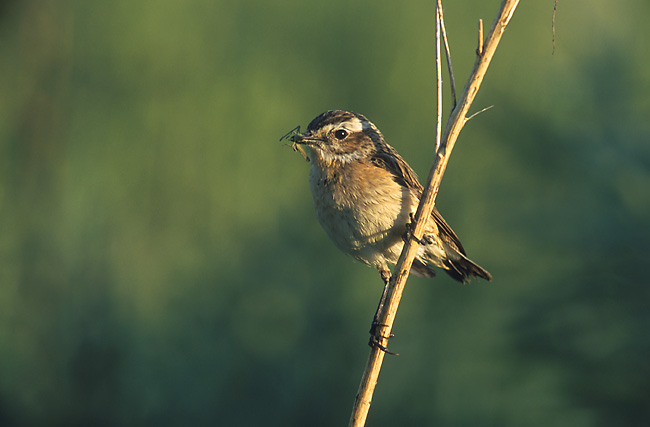
Fêmea de cartaxo-nortenho

Em Portugal nidifica unicamente no extremo norte do território (Serras da Peneda, do Gerês e de Montesinho), mas pode ser visto um pouco por todo o país durante a passagem migratória outonal.

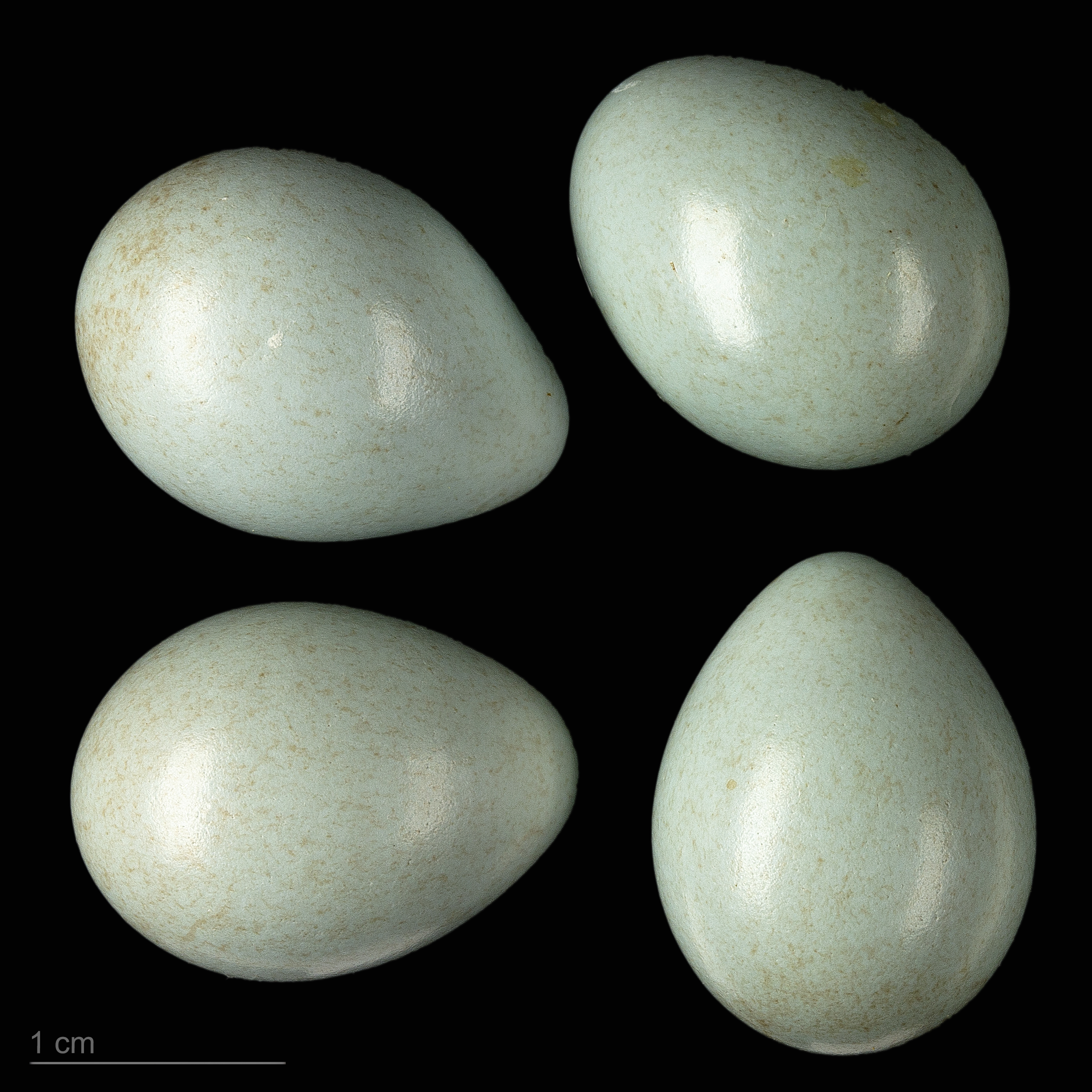
Saxicola rubetra - MHNT

## Nomes comuns
Além do nome "cartaxo-nortenho", esta ave é ainda comummente conhecida como borra, chasco, pardinha e tanjarro

## Subespécies
A espécie é monotípica (não são reconhecidas subespécies).